# 西藏鼠尾草
西藏鼠尾草（学名：Salvia wardii）为唇形科鼠尾草属的植物，是中国的特有植物。分布在中国大陆的西藏等地，生长于海拔3,600米至4,500米的地区，见于高山石砾草地灌木丛中，目前已由人工引种栽培。